# Кутузовка (Мінська область)
Кутузовка (біл. вёска Кутузаўка) — село в складі Червенського району Мінської області, Білорусь. Село підпорядковане Руднянській сільській раді, розташоване в центральній частині області.